# Колтово (Брянская область)
Колтово — деревня в Брянском районе Брянской области, в составе Мичуринского сельского поселения. Расположена в 8 км к западу от посёлка Мичуринский. Население — 381 человек (2010).

## История
Впервые упоминается в 1621 году (в старину также называлась Колтова, Колотова) как поместье Безобразовых; в XVIII веке перешло к Тютчевым, Исуповым, Мясоедовым и др. Входила в приход села Альшаницы.
В XVII—XVIII вв. входила в состав Подгородного стана Брянского уезда; с 1861 по 1924 — в Елисеевской волости Брянского (с 1921 — Бежицкого) уезда. В 1924—1929 гг. в Бежицкой волости; с 1929 года в Брянском районе.
С 1920-х гг. по 1954 в Альшаницком сельсовете, в 1954—1959 в Меркульевском, в 1959—1982 в Хотылёвском, в 1982—1984 в Отрадненском сельсовете. В 1964 году присоединён посёлок Дубрава (западная часть современной деревни).